# Simfonia núm. 2 (Beethoven)
La Simfonia núm. 2 en re major, op. 36, de Ludwig van Beethoven va ser composta a Viena entre l'estiu i la tardor del 1802 i té una durada aproximada d'uns 34 minuts. Està dedicada al príncep Lichnowsky, avi del que seria polític i militar Felix Lichnowsky.
L'obra es va estrenar en el Theater an der Wien, a Viena, el 5 d'abril de 1803, i va ser dirigida pel compositor. És una de les últimes obres de l'anomenat "estil primerenc" o "primer estil" de Beethoven. En aquesta simfonia s'aprecia una maduresa incipient en l'estil romàntic del compositor alemany que preconitza els seus èxits posteriors, amb la tercera simfonia Heroica en el punt de mira.

## Forma
Aquesta simfonia té quatre moviments a la manera usual de la simfonia clàssica:
- Adagio molto - Allegro con brio
- Larghetto
- Scherzo: Allegro
- Allegro molto

## Representacions
Després de l'estrena de la simfonia, els crítics van notar l'absència del tradicional minuet, i van dir que la composició tenia molt poder, però que era massa excèntrica.